# (158621) 2003 BJ
(158621) 2003 BJ là một tiểu hành tinh vành đai chính được phát hiện ngày 20 tháng 1 năm 2003 bởi James Whitney Young ở Đài thiên văn Núi bàn gần Wrightwood, California.